# Оз, велики и моћни
Оз, велики и моћни (енгл. Oz the Great and Powerful) је амерички научнофантастични
блокбастер филм из 2013. године, режисера Сема Рејмија, са Џејмсом Франком, Мишел Вилијамс, Рејчел Вајс и Милом Кунис у главним улогама. Радња је смештена пре оригиналне књиге Л. Френка Баума и филма Чаробњак из Оза из 1939.
Чаробњак по први пут долази у Оз и помаже Доброј вештици севера, Глинди да поврати престо Смарагдног града, који су преузеле Зле вештице запада и истока.
Филм је добио помешане и претежно позитивне критике. Номинован је за 4 Награде Сатурн и зарадио преко 493 милиона долара, чиме је постао један од 10 филмова са највећом зарадом у години.
Филм је добио лошије критике у односу на свог претходника, поготово од публике, а зарадио је и далеко мање новца упркос троструко већем буџету. Добио је Награду Емпајер за најбољи британски хорор филм у 2007. години. Продукцијска компанија Волт Дизни кампани најавила је филм још током 2009. године. У преговорима за главну улогу били су и Џони Деп и Роберт Дауни Јуниор, али је на крају улога ипак припала Франку.
Након месец дана од премијере филма, продукција је најавила и наставак у коме је предвиђено да се врати комплетна глумачка екипа из овог филма. Рејми је изјавио да се неће вратити у улогу режисера, али да је оставио довољно простора за наставак. И у наставку радња ће заузимати време пре Доротиног доласка.

## Радња
1905. у Канзасу, Оскар Дигс је циркуски мађионичар незадовољан својим последњим наступима. Живот му се мења када га усиса торнадо и однесе у Смарагдни Град у чаробној земљи Оз. Добродошлицу му пожеле две сестре, Теодора и Еванора, које владају Смарагдим Градом, и саопштавају му да ће он према пророчанству постати њихов краљ ако убије „злу вештицу”, Глинду.
До преокрета долази када Оскар сазна да је Глинда ћерка покојног краља, кога је Еванора убила, те да је она Добра вештица севера, а да су Теодора и Еванора Зле вештице запада и истока. Схвативши да је преварен, Оскар прелази на Глиндину страну и помаже јој у њеним покушајима да поврати престо Смарагдног града.
У коначном окршају са злим вештицама, Оскар ватрометима престрави Теодору, која бежи на својој метли. С друге стране, Глинда успева да поломи Еванорину чаробну огрлицу из које је добијала сву моћ, након чега је протера.

## Улоге
| Глумац          | Улога                        |
| --------------- | ---------------------------- |
| Џејмс Франко    | Оскар Дигс                   |
| Мишел Вилијамс  | Глинда, Добра вештица севера |
| Рејчел Вајс     | Еванора, Зла вештица истока  |
| Мила Кунис      | Теодора, Зла вештица запада  |
| Зах Браф        | Финли                        |
| Бил Кобс        | Главни мислилац              |
| Џои Кинг        | Порцеланска девојчица        |
| Тони Кокс       | Нак                          |
| Брус Кембел     | Стражар Смарагдног града     |
| Абигејл Спенсер | Меј, Оскарова помоћница      |
| Сем Рејми       | Дух на сеанси                |